# Myhałky
Myhałky (ukr. Мигалки; hist. pol. Michałki, Mihałki, Mygałki) – wieś na Ukrainie, w obwodzie kijowskim, w rejonie buczańskim, siedziba administracyjna rady wiejskiej. W 2001 roku liczyła ok. 1,2 tys. mieszkańców.

## Geografia
Wieś położona jest nad rzeką Teterew przy granicy z obwodem żytomierskim. Przez miejscowość przebiega droga Т 1005 łącząca się na południe od Myhałków z drogą magistralną M07. W pobliskim osiedlu typu miejskiego Piskiwka znajduje się stacja kolejowa „Teteriw”. 

## Historia
Pierwsza wzmianka o miejscowości pochodzi z połowy XVI wieku. Niegdyś była to posiadłość należąca do metropolii kijowskiej, a w XIX wieku własność Branickich. W tym czasie miejscowość znajdowała się w powiecie radomyskim, w guberni kijowskiej. We wsi istniała drewniana cerkiew filialna św. Aleksandra Newskiego zbudowana ok. 1820 roku.
W czasach Ukraińskiej SRR mieszkańcy Myhałków padli ofiarą wielkiego głodu, a część z nich została przesiedlona do miejscowości Hryńky w obwodzie połtawskim.

## Współczesność
We wsi działają sklepy, szkoła średnia, leśnictwo, klub jeździecki „Teteriv Country”. 

## Zabytki
- Zbiorowa mogiła członków UPA poległych 30 marca 1944 roku w walce z oddziałem NKWD[9].